# منطقة داريا
منطقة داريا منطقة سورية إدارية تتبع محافظة ريف دمشق ومركزها مدينة داريا، بلغ تعداد سكان المنطقة 260,961 نسمة حسب التعداد السكاني لعام 2004.

## نواحي منطقة داريا
- ناحية مركز داريا
- ناحية الحجر الأسود
- ناحية صحنايا